# Quinnia
Quinnia là một chi ốc biển nhỏ, là động vật thân mềm chân bụng sống ở biển trong họ Seguenziidae.

## Các loài
Các loài trong chi Quinnia gồm có:
- Quinnia cazioti (Dautzenberg, 1925)
- Quinnia ionica (Watson, 1878)
- Quinnia laetifica Marshall, 1991
- Quinnia limatula Marshall, 1991
- Quinnia patula (Marshall, 1983)
- Quinnia polita (Verco, 1906)
- Quinnia rushi (Dall, 1927)
- Quinnia sykesi (Schepman, 1909)